# The One I Love (película)
The One I Love es una película estadounidense de 2014 de ciencia ficción y suspenso dirigida por Charlie McDowell y protagonizada por Mark Duplass y Elisabeth Moss. La película tuvo su estreno en el Festival de Cine de Sundance el 21 de enero de 2014.
Después del estreno de la película en el Festival de Cine de Sundance, RADiUS-TWC adquirió los derechos de distribución de la cinta. Tuvo un estreno limitado en cines el 22 de agosto de 2014 en Estados Unidos.

## Sinopsis
Ethan y Sophie son una pareja que se enfrenta al posible fin de su matrimonio, por lo que están viendo a un terapeuta regularmente. Después de identificar una desconexión en su relación, el terapeuta sugiere que hagan un viaje de fin de semana, a un retiro en una gran propiedad aislada. La pareja decide intentar cualquier cosa para salvar su matrimonio y acepta irse. Una vez en la finca, Ethan y Sophie se dan cuenta de que su pareja empieza a comportarse de manera completamente diferente a lo normal.

## Elenco
- Mark Duplass como Ethan.
- Elisabeth Moss como Sophie.
- Ted Danson como el terapeuta.

## Recepción

### Taquilla
La película tuvo un estreno limitado en los Estados Unidos en 8 cines y recaudó $48,059 con un promedio de $6,007 por cine. La película recaudó $513,447 en los Estados Unidos y  $69,817 internacionalmente con un total de 583,264.

### Críticas
La película recibió críticas positivas. Tiene un 80% en Rotten Tomatoes basado en 79 críticas con un puntaje de 6.9/10. En Metacritic, tiene un puntaje de 65 sobre 100 basado en 27 críticas.

## DVD
La película fue estrenada en Blu-ray y DVD por Anchor Bay Entertainment el 4 de noviembre de 2014. Estuvo disponible en Netflix el 29 de noviembre de 2014.